# Szociális Szakmai Szövetség
A Szociális Szakmai Szövetség (rövid néven 3SZ) a szociális szakmai társadalmi szervezetek szövetsége.

## A Szövetség célja és feladatai
- a szociális szakemberek érdekeinek egyeztetésével, a szükséges nyilvánosság megteremtésével, a szociális szakmák társadalmi presztízsének növelése
- társadalom- és szociálpolitikai, valamint szociális munkát érintő kérdésekben, témákban szakmai állásfoglalások és nyilatkozatok megfogalmazása és közzététele
- társadalom-, szociálpolitikai, és szociális munka témájú szakmai kutatások, konferenciák, és programok szervezése
- a közhasznú célok megvalósítását célzó, rendszeres és nem rendszeres szociális szakmai kiadványok, brossúrák szerkesztése, kiadása, megjelentetése és értékesítése, illetve szerkesztésének, megjelentetésének támogatása
- közös iroda működtetése információ és egyéb szolgáltatás biztosítása céljából
- a Szövetség tagszervezeteinek tagjaira vonatkozó "Szociális Munka Etikai Kódexe" érvényesülésének figyelemmel kísérése
- A Szövetség kinyilvánítja, hogy közvetlen politikai tevékenységet nem folytat, pártoktól független, azoknak anyagi támogatást nem nyújt, országos képviselői, helyi önkormányzati választásokon jelöltet nem állít.
- A Szövetség gazdasági tevékenysége szakmai céljainak megvalósítását, működési föltételeinek biztosítását és fejlesztését szolgálja.

## Az alapítvány nyilvántartási adatai
- Székhely: 1086. Dankó utca 15.
- Adószám: 18153268-2-43
- Tiszteletbeli elnök: Ferge Zsuzsa
- Elnök: Dr. Szoboszlai Katalin

## Külső hivatkozások
- http://www.3sz.hu Szociális Szakmai Szövetség (3SZ) honlapja
- http://www.jogsegely.3sz.hu Archiválva 2012. április 5-i dátummal a Wayback Machine-ben Szociális jogsegély szolgálat
- http://www.halo.3sz.hu Archiválva 2012. március 15-i dátummal a Wayback Machine-ben A szociális munka szakmai közéleti lapja
- http://www.integracio.3sz.hu Archiválva 2012. április 4-i dátummal a Wayback Machine-ben Oktatással a migránsok integrációjáért program